# Apareiodon piracicabae
Apareiodon piracicabae é uma espécie de peixe teleósteo caraciforme da família dos hemiodontídeos. Chegam a medir até 12 cm de comprimento.
Foi listado como endêmico na bacia do rio São Francisco, sendo encontrado também na bacia do rio Paraná.